# Tomba dei Caronti

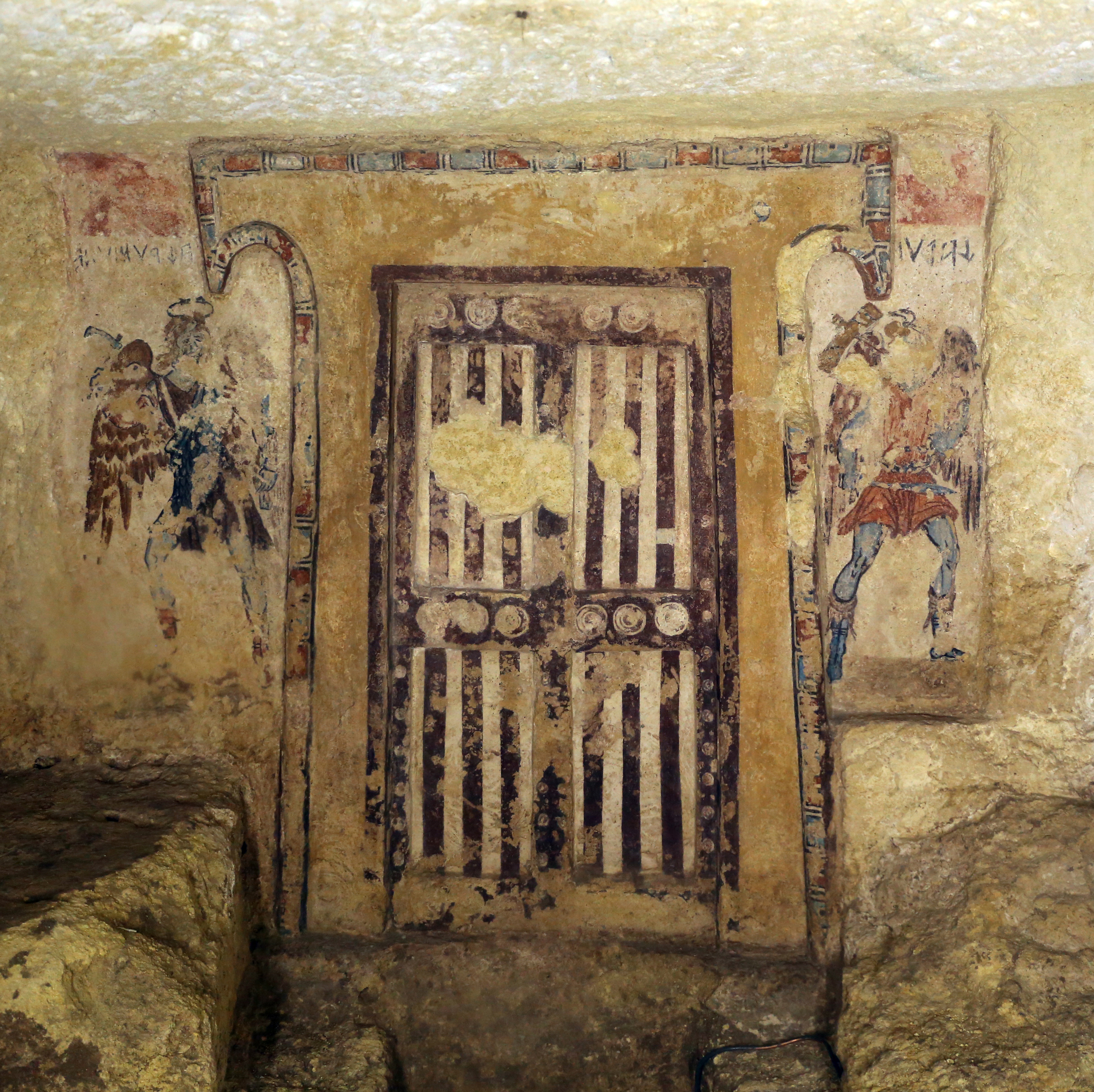
Scheintür mit Charunen auf beiden Seiten

Die Tomba dei Caronti (italienisch für Grab der Charune) ist eine etruskische Grabanlage bei Tarquinia in der  Provinz Viterbo. Sie ist Teil der Monterozzi-Nekropole, die zum UNESCO-Welterbe gehört.
Die Grabanlage wurde 1960 gefunden und war beraubt. Sie datiert wahrscheinlich an das Ende des dritten Jahrhunderts v. Chr. und erhielt ihren Namen aufgrund der Wandmalereien, die Charune (Totendämone) zeigen.

## Beschreibung
Die Grabanlage besteht aus drei unterirdischen in den Fels gehauenen Grabkammern. Die Räume wurden über eine gewundene Treppe erreicht; diese führt in eine erste Grabkammer, die auch die einzige Kammer mit Malereien ist. An der Nord- und der Westwand befindet sich hier jeweils eine gemalte Tür. Die gemalten Türen sind zum Teil in Relief ausgeführt und sollten wohl Holztüren darstellen. Unterhalb der Türen gibt es in beiden Fällen unter dem Fußbodenniveau einen Zugang zu den beiden eigentlichen Grabkammern, die rundherum Bänke aufweisen, auf denen einst die Toten lagen. Links und rechts von den gemalten Scheintüren sind jeweils Charune gemalt. Der rechte Charun auf der Westwand trägt einen Hammer und hält ein Schwert. Er hat Flügel. Der linke Charun hat ebenfalls Flügel, ist aber mit einer Axt wiedergegeben. Die anderen beiden Charune an der Nordwand sind ähnlich dargestellt und tragen auch Hämmer, die dazu dienten, an das Tor der Unterwelt zu klopfen. Beschriftungen nennen die Namen der Dämonen.